# Dominique Perrault

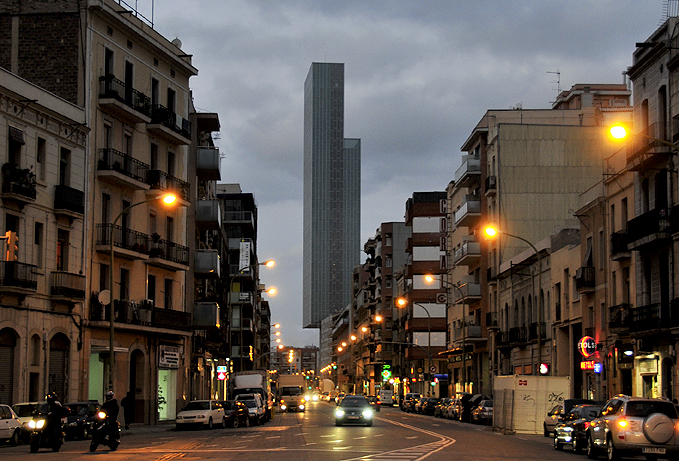
Habitat Sky Hotel (background) Barcelona, Tây Ban Nha

Dominique Perrault (sinh 1953, Clermont-Ferrand -) là một kiến trúc sư người Pháp.
Hiện nay ông là người đứng đầu của văn phòng kiến trúc Dominique Perrault Architecte (DPA) tại Paris.

## Công trình
- Tòa nhà ESIEE, Marne-la-Vallée, Pháp
- Thư viện Quốc gia Pháp, Paris, Pháp
- Olympic Velodrome và bể bơi, Berlin, Đức

## Dự án sắp tới
- Perrault Bridges, Palermo, Ý
- Perrault Towers, Viên, Áo
- Mediateca, Vénisseux, Pháp
- Piazza Garibaldi, Naples, Ý
- Convention Center and Exhibition Site, León, Tây Ban Nha
- Habitat Sky Hotel, Barcelona, Tây Ban Nha
- Olympic Tennis Stadium, Madrid, Tây Ban Nha
- Ewha Campus Valley, Ewha Womans University, Seoul, Hàn Quốc
- European Court of Justice, Thành phố Luxembourg, Luxembourg
- The new Government of Bulgaria complex (the "Government City"), Sofia, Bulgaria[1]

## Dự án bị loại bỏ
- The New Mariinsky Theatre, St Petersburg, Nga - the project won the competition in 2003 but was cancelled in 2007 because of disagreement on the construction process between Perrault and Russian bureaucrats.[2]